# Чон Донъён
Чон Донъён, также в СМИ упоминается как Чон Дон Ён (кор. 정동영; 27 июля 1953, Сунчхан) — южнокорейский журналист и политик. Министр объединения Кореи с 25 июля 2025 года. Ранее уже занимал эту должность с 2004 по 2006 годы. Был кандидатом от «Великой объединённой новой демократической партии» на пост президента Кореи в 2007 году. Перед этим он отслужил два срока в Национальном Собрании, куда избирался от партии «Национальный конгресс за новую политику» и «Демократической партии нового тысячелетия»; дважды был председателем партии «Ури».
Имеет степень бакалавра в области истории Кореи, которую получил в Сеульском национальном университете в 1979 году и степень магистра, получившую в университете Уэльса. До прихода в политику работал журналистом и ведущим в телерадиокомпании «MBC».

## Краткая биография
- 1971 год — выпустился из старшей школы Чонджу (48-й выпуск)
- 1972 год — поступил на факультет истории Кореи в Сеульский Национальный Университет
- 1978 год — был принят в радиовещательную компанию MBC (Munhwa Broadcasting Corporation)
- 1979 год — окончил факультет истории Кореи в Сеульском Национальном Университете
- 1982 год — работал в качестве журналиста в отделе политических новостей
- 1985 год — вел программу новостей «Краткие новости»
- 1986 год — вел «Акутальные новости MBC»
- 1988 год — временно вел «Новостной отдел MBC» по выходным (20-21.02)
- 1989 год — специальный корреспондент в Лос-Анджелесе
- 1993 год — вел «Объединенный обзор»
- 1994 год — временно вел «Новостной отдел MBC» по выходным (12.03, 20.03)
- 11 сентября 1994 — 1 июля 1996 — вёл «Новостной отдел MBC» по выходным
- 1996 год — член 15-го Национального собрания (Национальная партия новой политики, город Чонджу)
- 1996 год — пресс-секретарь Национальной партии новой политики
- 1998 год — глава местной избирательной кампании 6.4 в сеульском избирательном штабе
- 1999 год — специальный помощний председателя Национальной партии новой политики
- 2000 год — председатель комитета Демократической партии нового тысячелетия по делам молодежи
- 2000 год — член 16-го Национального собрания (Демократическая партия нового тысячелетия, город Чонджу)
- 2000 год — пресс-секретать Демократической партии нового тысячелетия, председатель Верхнего совета
- 2002 год — кандидат на пост президента от Демократической партии нового тысячелетия
- 2002 год — постоянный советник Демократической партии нового тысячелетия
- 2002 год — председатель сетевого информационного общества Кореи
- 2002 год — представитель общества Любителей Кубка Мира
- 2002 год — начальник штаба по повышению уровня осведомленности среди населения в избирательной кампании на пост президента в Демократической партии нового тысячелетия
- 2004 год — председатель партии Ури
- 2004 — декабрь 2005 — вступление на пост 31-го Министра Объединения (отказ от поста председателя)
- 2004 август — председатель комитета Совета национальной безопасности
- 2006 год — председатель партии Ури
- 31 мая 2006 — покинул пост председателя после поражения на местных выборах
- 15 октября 2007 — кандидат на пост президента на 17-х выборах от Объединённой новой демократической партии
- 2009 год — член 18-й Национального собрания (без партии, город Чонджу)
- Февраль 2010 — повторно присоединился к Демократической партии
- Март 2010 — занят пост советника Демократической партии
- Июнь 2010 — член комитета по международной торговле и объединению 18-го Национального собрания
- Октябрь 2010 — глава Верхнего совета Демократической партии

- Декабрь 2010 — председатель специального комитета по установлению мира между Южной и Северной Кореей в Национальном собрании
- Член комитета по защите окружающей среды и труда 18-го Национального собрания
- Декабрь 2011 — май 2013 — постоянный советник Объединенной демократической партии
- Май 2013 — март 2014 — постоянный советник Демократической партии
- Май 2013 — январь 2015 — постоянный советник Нового политического альянса за демократию
- Апрель 2014 — сопредседатель центральной избирательной комиссии Нового политического альянса за демократию
- Январь 2015 — покинул Новый политический альянс за демократию и присоединился к партии Народное собрание
- Апрель 2015 — выставил свою кандидатуру на дополнительных выборах в Национальное собрание, но потерпел поражение
- Май 2016 — член 20-го Национального собрания (Народная партия, город Чонджу)
- Июнь 2016 — член Транспортного комимета 20-го Национального собрания
- Июль 2016 — председатель специального комитета по созданию будущих рабочих мест 20-го Национального собрания
- Январь 2017 — председатель национального комитета Народной партии по реформам
- Апрель 2017 — май 2017 — член комитета Народной партии по проведение избирательной кампании